# Torneo de Candidatas 1974
El Torneo de Candidatas de 1974 fue un torneo de ajedrez entre las mejores jugadoras de ajedrez para decidir a la retadora para el Campeonato Mundial Femenino de Ajedrez de 1975. El torneo se llevó a cabo en mayo de 1974 y entre febrero y marzo de 1975, mientras que el Campeonato Mundial está programado para noviembre de 1975.

## Participantes
| Título               | Jugadora                      | Método de Clasificación                     | Notas                                                 |
| Torneo de Candidatas | Torneo de Candidatas          | Torneo de Candidatas                        | Torneo de Candidatas                                  |
| -------------------- | ----------------------------- | ------------------------------------------- | ----------------------------------------------------- |
| WIM                  | Ala Kushnir                   | Perdedora del Campeonato Mundial de 1972    |                                                       |
| Interzonal           |                               |                                             |                                                       |
| WIM                  | Tatiana Zatulovskaya          | Semifinalista del Torneo de Candidatas 1971 |                                                       |
| WIM                  | Milunka Lazarević             | Semifinalista del Torneo de Candidatas 1971 |                                                       |
| WIM                  | Nana Alexandria               | Semifinalista del Torneo de Candidatas 1971 |                                                       |
| WIM                  | Mária Ivánka                  | Zonal Europeo 1                             | Decidió no participar                                 |
| WIM                  | Jana Hartston                 | Zonal Europeo 1                             |                                                       |
| WIM                  | Katarina Jovanović-Blagojević | Zonal Europeo 1                             |                                                       |
| WIM                  | Elisabeta Polihroniade        | Zonal Europeo 1                             |                                                       |
| WIM                  | Éva Karakas                   | Zonal Europeo 2                             |                                                       |
| WIM                  | Alexandra Nicolau             | Zonal Europeo 2                             |                                                       |
| WIM                  | Zsuzsa Verõci                 | Zonal Europeo 2                             |                                                       |
| WIM                  | Gertrude Baunstark            | Zonal Europeo 2                             |                                                       |
| WIM                  | Marta Shul                    | Zonal URSS                                  |                                                       |
| WIM                  | Valentina Kozlovskaya         | Zonal URSS                                  |                                                       |
| WIM                  | Natalia Konopleva             | Zonal URSS                                  |                                                       |
| WIM                  | Irina Levitina                | Zonal URSS                                  |                                                       |
| WIM                  | Marylin Braun                 | Zonal EE. UU.                               | Decidió no participar                                 |
| WIM                  | Eva Aronson                   | Zonal EE. UU.                               |                                                       |
| WIM                  | Ruth Cardoso                  | Zonal Sudamérica                            |                                                       |
| WIM                  | Lynda Maddern                 | Elegida                                     | Representante del Sudeste Asiático                    |
| WIM                  | Ljubica Zivkovic              | Zonal Europeo 1 (Reemplazo)                 |                                                       |
|                      | Ruth Donnelly                 | Zonal EE. UU. (Reemplazo)                   | Venció a Gisela Gresser en un desempate               |
|                      | Pepita Ferrer Lucas           | (Reemplazo)                                 | Campeona de España, reemplazó a representante mongola |

## Interzonal
El interzonal se disputó entre 29 de septiembre y el 28 de octubre de 1973 en Cala Galdana, Menorca. El torneo se llevó a cabo mediante un torneo de todos contra todos a una sola vuelta, donde las tres primeras clasificarían al torneo de candidatas.
| pos.    | Nombre                         | Elo  | 1 | 2 | 3 | 4 | 5 | 6 | 7 | 8 | 9 | 10 | 11 | 12 | 13 | 14 | 15 | 16 | 17 | 18 | 19 | 20 | pts |
| ------- | ------------------------------ | ---- | - | - | - | - | - | - | - | - | - | -- | -- | -- | -- | -- | -- | -- | -- | -- | -- | -- | --- |
| 1.      | Kozlovskaya, Valentina         | 2275 | ● | 0 | ½ | ½ | ½ | 1 | 1 | 1 | ½ | 0  | 1  | ½  | 0  | 1  | 1  | 1  | 1  | 1  | 1  | 1  | 13½ |
| 2.-5.   | Shul, Marta                    | 2270 | 1 | ● | 0 | ½ | 1 | 0 | 1 | ½ | ½ | ½  | ½  | 0  | 1  | 1  | 1  | 1  | 1  | 1  | 1  | ½  | 13  |
| 2.-5.   | Konopleva, Natalia             | 2280 | ½ | 1 | ● | ½ | 0 | 1 | 1 | ½ | ½ | ½  | 0  | 1  | ½  | ½  | ½  | 1  | 1  | 1  | 1  | 1  | 13  |
| 2.-5.   | Levitina, Irina                | 2325 | ½ | ½ | ½ | ● | ½ | 0 | 0 | 1 | ½ | ½  | 1  | ½  | 1  | 1  | 1  | ½  | 1  | 1  | 1  | 1  | 13  |
| 2.-5.   | Alexandria, Nana               | 2335 | ½ | 0 | 1 | ½ | ● | 0 | ½ | 0 | ½ | 0  | 1  | 1  | 1  | 1  | 1  | 1  | 1  | 1  | 1  | 1  | 13  |
| 6.-8.   | Hartston, Jana                 | 2210 | 0 | 1 | 0 | 1 | 1 | ● | ½ | ½ | ½ | ½  | ½  | 1  | 1  | 0  | ½  | ½  | 1  | 1  | 1  | ½  | 12  |
| 6.-8.   | Zatulovskaya, Tatiana          | 2270 | 0 | 0 | 0 | 1 | ½ | ½ | ● | ½ | ½ | ½  | 1  | ½  | 1  | 1  | ½  | 1  | ½  | 1  | 1  | 1  | 12  |
| 6.-8.   | Nicolau, Alexandra             | 2320 | 0 | ½ | ½ | 0 | 1 | ½ | ½ | ● | ½ | ½  | 0  | ½  | ½  | 1  | 1  | 1  | 1  | 1  | 1  | 1  | 12  |
| 9.      | Verőci, Zsuzsa                 | 2245 | ½ | ½ | ½ | ½ | ½ | ½ | ½ | ½ | ● | ½  | ½  | ½  | 1  | ½  | 0  | ½  | 1  | 1  | 1  | 1  | 11½ |
| 10.-11. | Polihroniade, Elisabeta        | 2230 | 1 | ½ | ½ | ½ | 1 | ½ | ½ | ½ | ½ | ●  | 0  | ½  | 1  | 0  | 1  | 0  | ½  | ½  | 1  | 1  | 11  |
| 10.-11. | Jovanović-Blagojević, Katarina | 2210 | 0 | ½ | 1 | 0 | 0 | ½ | 0 | 1 | ½ | 1  | ●  | 0  | ½  | 1  | ½  | ½  | 1  | 1  | 1  | 1  | 11  |
| 12.     | Baumstark, Gertrude            | 2190 | ½ | 1 | 0 | ½ | 0 | 0 | ½ | ½ | ½ | ½  | 1  | ●  | ½  | ½  | ½  | 0  | 0  | 1  | 1  | 1  | 9½  |
| 13.     | Lazarević, Milunka             | 2290 | 1 | 0 | ½ | 0 | 0 | 0 | 0 | ½ | 0 | 0  | ½  | ½  | ●  | 0  | 1  | 1  | 1  | 1  | 1  | 1  | 9   |
| 14.     | Ferrer Lucas, Pepita           | 2020 | 0 | 0 | ½ | 0 | 0 | 1 | 0 | 0 | ½ | 1  | 0  | ½  | 1  | ●  | ½  | ½  | 1  | ½  | ½  | 1  | 8½  |
| 15.     | Karakas, Éva                   | 2205 | 0 | 0 | ½ | 0 | 0 | ½ | ½ | 0 | 1 | 0  | ½  | ½  | 0  | ½  | ●  | 1  | 0  | ½  | 1  | 1  | 7½  |
| 16.     | Živković, Ljubica              | 2095 | 0 | 0 | 0 | ½ | 0 | ½ | 0 | 0 | ½ | 1  | ½  | 1  | 0  | ½  | 0  | ●  | ½  | 1  | 0  | 1  | 7   |
| 17.     | Cardoso, Ruth                  | 2050 | 0 | 0 | 0 | 0 | 0 | 0 | ½ | 0 | 0 | ½  | 0  | 1  | 0  | 0  | 1  | ½  | ●  | ½  | 0  | ½  | 4½  |
| 18.-19. | Aronson, Eva                   |      | 0 | 0 | 0 | 0 | 0 | 0 | 0 | 0 | 0 | ½  | 0  | 0  | 0  | ½  | ½  | 0  | ½  | ●  | 1  | ½  | 3½  |
| 18.-19. | Maddern, Lynda                 |      | 0 | 0 | 0 | 0 | 0 | 0 | 0 | 0 | 0 | 0  | 0  | 0  | 0  | ½  | 0  | 1  | 1  | 0  | ●  | 1  | 3½  |
| 20.     | Donnelly, Ruth                 |      | 0 | ½ | 0 | 0 | 0 | ½ | 0 | 0 | 0 | 0  | 0  | 0  | 0  | 0  | 0  | 0  | ½  | ½  | 0  | ●  | 2   |

### Desempate
| pos. | Nombre             | Elo  | 1  | 2  | 3  | 4 | Total |
| ---- | ------------------ | ---- | -- | -- | -- | - | ----- |
| 1    | Alexandria, Nana   | 2335 | ●  | 2½ | 3  | 3 | 8½    |
| 2    | Levitina, Irina    | 2325 | 1½ | ●  | 2½ | 3 | 7     |
| 3    | Shul, Marta        | 2270 | 1  | 1½ | ●  | 4 | 6½    |
| 4    | Konopleva, Natalia | 2280 | 1  | 1  | 0  | ● | 2     |

## Torneo de Candidatas
El torneo de candidatas se disputó en dos fechas. Las semifinales se disputaron entre el mayo y junio de 1974, mientras que la final se disputó entre el 20 de enero y el 11 de marzo de 1975. Las semifinales se disputaron a la mejor de 10 partidas, mientras que la final se disputó a la mejor de 12. En caso de empate, avanzará la primera jugadora en ganar una partida
|  | Semifinales          | Semifinales          | Semifinales    |                |                 | Final           | Final | Final |  |
|  |                      |                      |                |                |                 |                 |       |       |  |
|  |                      |                      |                |                |                 |                 |       |       |  |
|  | Nana Alexandria      | Nana Alexandria      | 5½             |                |                 |                 |       |       |  |
|  | Nana Alexandria      | Nana Alexandria      | 5½             |                |                 |                 |       |       |  |
|  | Marta Shul           | Marta Shul           | 2½             |                |                 |                 |       |       |  |
|  | Marta Shul           | Marta Shul           | 2½             |                | Nana Alexandria | Nana Alexandria | 9     |       |  |
|  |                      |                      |                |                | Nana Alexandria | Nana Alexandria | 9     |       |  |
|  |                      |                      | Irina Levitina | Irina Levitina | 8               |                 |       |       |  |
|  | Irina Levitina       | Irina Levitina       | Irina Levitina | Irina Levitina | 8               | 6½              |       |       |  |
|  | Irina Levitina       | Irina Levitina       |                |                |                 | 6½              |       |       |  |
|  | Valentina Kozovskaya | Valentina Kozovskaya | 5½             |                |                 |                 |       |       |  |
|  | Valentina Kozovskaya | Valentina Kozovskaya | 5½             |                |                 |                 |       |       |  |
|  |                      |                      |                |                |                 |                 |       |       |  |

### Semifinales
|             | Elo  | 1 | 2 | 3 | 4 | 5 | 6 | 7 | 8 | 9 | 10 | 11 | 12 | Total |
| ----------- | ---- | - | - | - | - | - | - | - | - | - | -- | -- | -- | ----- |
| Kozlovskaya | 2275 | 1 | ½ | 0 | ½ | 1 | 0 | 1 | 0 | ½ | ½  | ½  | 0  | 5½    |
| Levitina    | 2325 | 0 | ½ | 1 | ½ | 0 | 1 | 0 | 1 | ½ | ½  | ½  | 1  | 6½    |

|            | Elo  | 1 | 2 | 3 | 4 | 5 | 6 | 7 | 8 | 9 | 10 | Total |
| ---------- | ---- | - | - | - | - | - | - | - | - | - | -- | ----- |
| Alexandria | 2335 | 1 | 1 | 0 | 0 | 1 | 1 | 1 | ½ |   |    | 5½    |
| Shul       | 2270 | 0 | 0 | 1 | 1 | 0 | 0 | 0 | ½ |   |    | 2½    |

### Final
|            | Elo  | 1 | 2 | 3 | 4 | 5 | 6 | 7 | 8 | 9 | 10 | 11 | 12 | 13 | 14 | 15 | 16 | 17 | Total |
| ---------- | ---- | - | - | - | - | - | - | - | - | - | -- | -- | -- | -- | -- | -- | -- | -- | ----- |
| Alexandria | 2335 | ½ | ½ | ½ | 0 | 1 | 0 | 1 | 1 | 0 | ½  | ½  | ½  | ½  | ½  | ½  | ½  | 1  | 9     |
| Levitina   | 2330 | ½ | ½ | ½ | 1 | 0 | 1 | 0 | 0 | 1 | ½  | ½  | ½  | ½  | ½  | ½  | ½  | 0  | 8     |